# 戸恒東人
戸恒 東人（とつね はるひと、1945年（昭和20年）12月20日 - ）は、日本の官僚、俳人。俳誌「春月」（しゅんげつ）主宰。本名も同じ。元帝京大学教授（財政、税法、中小企業金融）。
茨城県生まれ。1970年頃より句作をはじめる。野澤節子、有馬朗人、土生重次に師事。1990年、「天為」創刊に参加（1992年同人、2016年退会）。1991年、個人俳誌「東風句報」創刊主宰。「扉」創刊に参加（1993年同人、1998年退会）。1996年、「東風句報」を「春月」に改題。1999年、俳誌「春月」創刊主宰。2012年、『誓子－わがこころの帆』で第14回加藤郁乎賞を受賞。2015年、公益社団法人俳人協会理事長。2016年、国際俳句交流協会常務理事。日本現代詩歌文学館評議員、日本文藝家協会会員。2017年4月、瑞宝中綬章を受章。

## 学歴・職歴
- 1969年（昭和44年）6月：東京大学法学部卒業
- 1969年（昭和44年）7月：大蔵省入省（国際金融局国際機構課）。同期に杉井孝（弁護士、大臣官房審議官（銀行局担当）、主計局次長）、渡辺裕泰、宮村智、増原義剛、中川雅治（環境大臣、環境事務次官）、森源二郎などがいた。
- 1970年（昭和45年）8月：大阪国税局調査部
- 1971年（昭和46年）8月：大臣官房調査企画課
- 1972年（昭和47年）7月：銀行局金融制度調査官付調査係長[1]
- 1974年（昭和49年）7月：宇和島税務署長
- 1975年（昭和50年）7月：横須賀税務署長
- 1976年（昭和51年）7月：理財局国債課課長補佐
- 1979年（昭和54年）7月：主計局主計官補佐（通産第三係主査）
- 1981年（昭和56年）7月：理財局資金第一課課長補佐
- 1982年（昭和57年）6月：理財局資金第二課課長補佐
- 1983年（昭和58年）6月：理財局資金第一課課長補佐
- 1984年（昭和59年）7月：理財局付（外務研修）
- 1985年（昭和60年）5月：外務省欧州共同体日本政府代表部一等書記官兼在ベルギー日本国大使館
- 1986年（昭和61年）1月：外務省欧州共同体日本政府代表部参事官兼在ベルギー日本国大使館
- 1988年（昭和63年）6月：国際金融局開発機関課長
- 1989年（平成元年）6月：国際金融局開発金融課長
- 1990年（平成2年）7月：理財局資金第二課長
- 1991年（平成3年）6月：銀行局特別金融課長
- 1993年（平成5年）6月：大臣官房会計課長
- 1994年（平成6年）7月：神戸税関長
- 1995年（平成7年）7月：大蔵省理財局次長（国有財産担当）[2]
- 1997年（平成9年）7月：大蔵省造幣局長
- 1998年（平成10年）7月：中小企業金融公庫理事
- 2004年（平成16年）8月：あずさ監査法人特別顧問
- 2006年（平成18年）6月：国際石油開発株式会社常勤監査役
- 2007年（平成19年）4月：帝京大学大学院経済学研究科教授、同大学経済学部教授（2016年３月退職）
- 2007年（平成19年）6月：国際石油開発帝石ホールディングス株式会社常勤監査役
- 2007年（平成19年）6月：国際石油開発株式会社非常勤監査役
- 2008年（平成20年）10月：国際石油開発帝石株式会社常勤監査役（2015年6月退任）
- 2015年（平成27年）3月：公益社団法人俳人協会理事長（2016年10月退任）
- 2016年（平成28年）6月：国際俳句交流協会常務理事（2017年6月退任）
- 2017年（平成29年）2月：雙峰書房設立・社主

## 著書

### 句集
- 『福耳』 本阿弥書店、1995年
- 『春月』 春月俳句会、1997年
- 『寒禽』 角川書店、2000年
- 自註現代俳句シリーズ・十期9『戸恒東人集』 俳人協会、2001年
- 『桜鯛』 本阿弥書店、2004年
- 新版『春月』 春月俳句会、2005年
- 現代俳句文庫『戸恒東人句集』 ふらんす堂、2005年
- 『過客』 本阿弥書店、2009年
- 『白星』 角川学芸出版、2012年
- 『新撰 俳句の杜〈6〉 精選アンソロジー』 本阿弥書店、2012年
- 俳句四季文庫 戸恒東人句集『福耳』 東京四季出版、2013年
- 『淅瀝』 本阿弥書店、2014年
- 『学舎』 雙峰書房、2018年
- 『令風』 雙峰書房、2020年
- 春月自註俳句シリーズ２『戸恒東人句集（２）』 雙峰書房、2021年
- 春月自註俳句シリーズ１『戸恒東人句集（１）』 雙峰書房、2022年
- 『旗薄』 雙峰書房、2022年

### 評論集・その他
- 『詳解優先出資法』 財経詳報社、1994年
- 俳句紀行『大阪俳句散歩』 蝸牛社、1998年
- 『俳句浪漫紀行（海外編）』 蝸牛社、1999年
- 『漂泊の旅路を追って 芭蕉から山頭火まで』 北溟社、2002年
- 『詩人たちの漂泊の風姿 芭蕉・曾良から放哉・山頭火まで』 本阿弥書店、2006年
- 『転換期の財政』 大蔵財務協会、2007年
- 『誓子－わがこころの帆』（第14回加藤郁乎賞） 本阿弥書店、2011年
- 『間違いやすい俳句表現』 本阿弥書店、2012年
- 『平成俳句論攷』（四季新書） 東京四季出版、2014年
- 『クイズで学ぶ俳句講座』 本阿弥書店、2017年
- 『いくらかかった「奥の細道」』 雙峰書房、2019年